# H–101
A H–101 (cirill betűkkel: Х-101, NATO-kódja:  AS-23 Kodiak) orosz földi célok elleni, légi indítású nagy hatótávolságú szubszonikus robotrepülőgép, amelyet 1995–2013 között fejlesztett ki a Raduga tervezőiroda. 2013-ban rendszeresítették az Orosz Fegyveres Erőknél. A H–101-es hagyományos harci résszel rendelkezik. Nukleáris robbanófejjel felszerelt változata a H–102. Harci alkalmazására először 2015-ben került sor Szíriában az orosz katonai beavatkozás során. A robotrepülőgépet jelentős mennyiségben veti be az orosz légierő az Ukrajna elleni orosz invázió alatt.

## Története
A Raduga tervezőiroda az 1980-as évek végén kezdte el egy légi indítású szuperszonikus robotrepülőgép, a H–90 kifejlesztését. Az 1987-es INF-szerződés miatt a fejlesztési programot törölték, ezért helyette a H–55-ös robotrepülőgép alapjain egy hasonló, hagyományos harci részel felszerelt robotrepülőgép kifejlesztése kezdődött el 1995-ben a dubnai Raduga tervezőirodánál. A fejlesztésnél a fő cél a H–55-nél nagyobb pontosságú robotrepülőgép létrehozása volt. 1998-ban végezték a robotrepülőgéppel az első légi indítást és próbarepülést. A fegyverről az első fényképek 2007-ben jelentek meg.